# Hyophila warmingii
Hyophila warmingii är en bladmossart som beskrevs av Georg Ernst Ludwig Hampe 1870. Hyophila warmingii ingår i släktet Hyophila och familjen Pottiaceae. Inga underarter finns listade i Catalogue of Life.